# Sous les pavés, la plage !

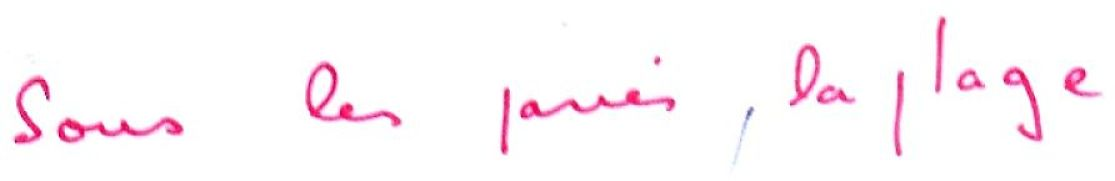
« Sous les pavés, la plage !», slogan attribué à Mai 1968

Pour les articles homonymes, voir Sous les pavés, la plage (homonymie).
« Sous les pavés, la plage ! » est un slogan attribué par erreur à Mai 68 car il existe plusieurs mois avant et n'apparait que sur une seule photo, prise en juin 1968 par l'agence de photographes Roger-Viollet, écrit sur un mur sous une fenêtre, à la bombe de peinture et sans pochoir. Il ne fait pas partie des 450 slogans retenus pour les affiches de l'atelier des Beaux-Arts de 1968. Il est parfois présenté comme un des slogans de Mai 68.
Ayant inspiré la chanson Il n'y a plus rien de Léo Ferré en 1972, il n'est cité dans un article ayant un lien avec 1968, qu'en 1973 dans Le Monde.

## Présence en mars 1968, trois mois avant la photo
Le slogan était apparu dès mars 1968 dans l'une des répliques, lors de la première représentation de la pièce d'Armand Gatti, Les Treize Soleils de la rue Saint-Blaise, selon le témoignage oculaire de Marc Kravetz, qui a rencontré Armand Gatti ce soir là.

## Message
Plus qu'une incitation au jet de pavés sur les CRS, le slogan résumerait les aspirations de Mai 68. Selon l'historien Philippe Artières, il serait lié au « surréalisme », à l'époque où tout le monde lit André Breton et évoque 1936 et les premiers congés payés,.

## Origines contestées
Cet aphorisme, qui n'est reproduit sur aucune des affiches de l'atelier des Beaux-Arts de 1968, a deux auteurs différents, affirmant tous les deux être le seul. Les deux versions sont invalidées par une troisième, affirmant que la phrase existait dès mars 1968 sous forme de réplique dans une pièce de théâtre.
Aucun des deux auteurs revendiqués de la phrase n'a réclamé des droits d'auteur en 1978, quand Daniel Cohn Bendit a lancé à Francfort un magazine politico-culturel qu'il titre "Pflasterstrand", traduction en allemand de "Sous les pavés, la plage".
Son origine n'est revendiquée pour la première fois qu'une quinzaine d'années après Mai 68. Le premier à revendiquer en être l'auteur est le pamphlétaire Jean-Edern Hallier, qui affirme en 1982 dans son ouvrage Bréviaire pour une jeunesse déracinée être l'inventeur de ce slogan : « Ce mot d'ordre que j'inventai au tableau noir du grand amphithéâtre Richelieu à la Sorbonne en mai 68 : Sous les pavés la plage... ». Jean-Edern Hallier a ensuite créé, l'année suivante (octobre 1969), le journal satirique L'Idiot international puis se lance en littérature et publie en février 1973 La Cause des Peuples, qu'il présente comme « un livre d'humour ».
Une dizaine d'années après le décès en 1997 de Jean-Edern Hallier, un autre auteur se manifeste, du nom de Bernard Cousin,, devenu ensuite médecin, qui travaillait alors dans une petite agence de publicité, « Internote Service », en plus de ses études.
Bernard Cousin réagit d'abord en écrivant en février 2008, en réponse à un livre de  Laurent Joffrin, publié en 1998 et mentionnant que le graffiti aurait été écrit le 10 mai 1968, pour préciser que la date est plus tardive: le 21 mai.
Selon les souvenirs de Bernard Cousin racontés dans un livre publié en mai 2008, le soir du  21 mai 1968, il s'attable au café la Chope, place de la Contrescarpe, à Paris, avec son ami et patron le publicitaire Bernard Fritsch, qui a fondé « Internote Service » avec deux copains. Ils envisagent d'abord « Il y a de l'herbe sous les pavés ». Mais le mot « herbe » pouvant faire allusion au haschich ou au cannabis) ou au « naturisme », ils décident de le remplacer par le mot sable puis le mettent sur les murs une première fois place du Panthéon puis une centaine de fois sur d'autres murs de Paris, selon le livre,,.

« On cherchait quelque chose à rechercher sous les pavés pour inciter le chaland à les retirer, c'est venu assez naturellement car pour noyer les grenades des CRS on ouvrait les vannes des trottoirs et l'eau coulait sur le lit de sable qui servait d'assise aux pavés parisiens. Pour évoquer un avenir paradisiaque commun aux deux compères, si différents de philosophie, nous n'avons trouvé que notre joie d'enfant à la plage. »

— Bernard Cousin, Sous les pavés, la plage. Quarante ans après.
.

## Reprise en 1973
En avril 1973, sans que personne en revendique la paternité, le slogan est repris en première phrase d'un article dans Le Monde, consacré au mouvement des lycées contre la loi Debré. Le journal explique ce slogan voulait dire que « l'existence épuisante et stupide que nous fait mener la société industrielle étouffe le bonheur de vivre », ou encore « si vous grattiez la muflerie, l'âpreté au gain et la dureté de cœur de nos contemporains, vous trouveriez l'amour et la tendresse » et estime un peu plus loin que « pour les lycéens, ces journées tumultueuses et joyeuses, ce n'est pas la grève, c'est la plage ».